# Marko Majstorović (svećenik)

Marko Majstorović (Nuštar, 6. studenoga 1928. - Slavonski Brod, 4. lipnja 2004.) - hrvatski katolički svećenik, monsinjor, župnik, dobrotvor, urednik katoličkih časopisa
Jedan je od prvih svećenika u Hrvatskoj koji je djelovao u promicanju kulture života, organizacije tečajeva priprave za brak, župnoga pastorala obitelji, pogotovo onih s mnogo djece, pomoći trudnicama i bračnim parovima, među prvima je osnovao dječji vrtić u sklopu Crkve i pokrenuo vjerske časopise za mlade u vrijeme komunizma, kada je bilo otežano djelovanje Crkve.
Rodio se u Nuštru između Vinkovaca i Vukovara 6. studenoga 1928. godine. Osnovnu je školu pohađao u Nuštru, a građansku školu i gimnaziju u Vinkovcima. Bogosloviju je studirao u Đakovu od 1947. do 1952. godine. Služio je vojni rok u pješadiji u Murskoj Soboti u Sloveniji od 1949. do 1950. godine. Za svećenika je zaređen 6. srpnja 1952. u đakovačkoj katedrali po biskupu Stjepanu Bäuerleinu. Mladu misu slavio je 27. srpnja 1952. u Nuštru.
Nakon godine dana svećeništva imenovan je upraviteljem Župe sv. Ane u Radikovcima, ali je ubrzo uhićen i osuđen na Vojnom sudu u Novom Sadu na sedam mjeseci zatvora, jer se nije odazvao na vojnu vježbu. Presuda je izrečena 6. prosinca 1954. godine, a kaznu je odležao, od 19. veljače 1955. do 26. kolovoza 1955., u kaznionici u KPD-u »Stara Gradiška«. Tajno je uspio nabaviti i improvizirati vrlo jednostavan pribor za svetu Misu i tajno je noću u samici slavio svetu Misu.
Od 1965. godine župnik je župe Duha Svetog u Slavonskom Brodu, u kojem je djelovao do smrti 2004. godine. Utemeljitelj je župe Svete Obitelji i sv. Dominika Savia, tri crkve i i Marijinog doma u Brodskom Vinogorju. Inicijator je osnivanja Centra za dijete, Centra za obitelj, te tečajeva za brak, u komunističko vrijeme kada je sve to bilo prava rijetkost. Bio je neumoran na karitativnom području djelovanja Crkve. Posebno se istaknuo u nesebičnoj duhovnoj i materijalnoj karitativnoj pomoći bračnim parovima, obiteljima s mnogo djece i trudnicama. Jedan je od prvih svećenika u Hrvatskoj, koji su djelovali protiv pobačaja. Objavio je brojne letke protiv pobačaja u Hrvatskoj, a prevedeni su i na mađarski jezik i distribuirani i u Mađarskoj. Najbliži suradnik bio mu je liječnik Antun Lisec.
Objavljivao je časopise „Ministrant”, „Glas sela”, knjige i mnoge vjerske brošure u komunističko vrijeme kada je to bilo otežano. Inicirao je i bio prvi glavni urednik najpoznatijega hrvatskoga katoličkoga lista za djecu "Mali koncil". Prvi broj izašao je u Slavonskom Brodu u ožujku 1966. u crno bijeloj tehnici, bez korica, koje su bile u boji samo prigodom Božića. Uređivao je prva četiri broja kao glavni urednik, a dužnost odgovornog urednika obavljao je tada pomoćni zagrebački biskup, a kasnije kardinal Franjo Kuharić.
Započeo je s obiteljskim apostolatom uz pomoć liječnika i medicinskih sestara. Otvorio je dječji vrtić 1970. i doveo sestre karmelićanke u Slavonski Brod, koje su vodile i dječji vrtić. U to vrijeme, bila je velika rijetkost, da je dječji vrtić pod okriljem Crkve.
Papa Ivan Pavao II. proglasio ga je monsinjorom - kapelanom Njegove Svetosti 1989. godine.
Organizirao je u Slavonskom Brodu od 7. do 9. rujna 1990. međunarodni kongres na temu "Budućnost medicine u novoj Europi – Medicina i obitelj – etički aspekti".
Dobio je odlikovanje Red Danice hrvatske s likom Katarine Zrinske 1997. godine, za osobite zasluge za zdravstvo, socijalnu skrb i promicanje moralnih društvenih vrednota.
HRT je o njemu snimio dokumentarni film „Slavonski dobrotvor“ 1994. godine, koji se najviše fokusira na njegovo pomaganje prognanicima i izbjeglicama u Slavonskom Brodu za vrijeme Domovinskoga rata. Svećenik Marko Bubalo o njemu je napisao knjigu „Velečasni Marko Majstorović 1928. – 2004. Prilozi istraživanju života i djelovanja“ 2011. godine.
Preminuo je 4. lipnja 2004. godine. Pokopne je obrede vodio tadašnji nadbiskup i metropolit đakovačko-osječki Marin Srakić.

## Vanjske poveznice
- Online inačica knjige „Velečasni Marko Majstorović 1928. – 2004. Prilozi istraživanju života i djelovanja“  Arhivirana inačica izvorne stranice od 1. siječnja 2022. (Wayback Machine)
- Dokumentarni film "Slavonski dobrotvor" o Marku Majstoroviću